# Real G 4 Life, Part 2
Real G 4 Life, Part 2 es el nombre segundo mixtape del cantante puertorriqueño Ñengo Flow. Este fue publicado el 7 de enero de 2012 bajo los sellos Real G 4 Life, Inc y Cinq Recordings, LLC.
Contó con una reedición titulada 2.5, la cual contó con diez canciones nuevas y tres remezclas exclusivas. Esta fue publicada el 23 de octubre del 2012 por el sello Real G 4 Life, Inc y distribuido por Codiscos.

## Recepción

### Desempeño comercial
Alcanzó la posición #7 en el Latin Rhythm Albums de Billboard, siendo esta su primera entrada en la lista.

### Producción musical
Luego del lanzamiento del mixtape, el artista Tego Calderón declaró enojado que había grabado dicha canción con Ñengo Flow pero con otro ritmo, echándole la culpa solo a Pain Digital quien fue el encargado de las voces y cambio el ritmo.

## Lista de canciones
- Adaptados desde TIDAL.[5][6]

| Edición estándar |                                            |                  |          |  |
| N.º              | Título                                     | Productor(es)    | Duración |  |
| 1.               | «Intro (Cumplimos la condena)»             | Keko Musik       | 3:13     |  |
| 2.               | «Sigue viajando»                           | Y-O              | 3:14     |  |
| 3.               | «Solo una oportunidad»                     | Jan Paul         | 4:10     |  |
| 4.               | «Pa' eso nada más» (con Gotay)             | Sinfónico y Onyx | 3:49     |  |
| 5.               | «Original G's» (con Tego Calderón)         | Sinfónico y Onyx | 3:49     |  |
| 6.               | «Una misión»                               | Keko Musik       | 4:20     |  |
| 7.               | «Devórame» (con Arcángel)                  | Yampi            | 3:17     |  |
| 8.               | «Noche para adultos»                       | Yampi y Onyx     | 3:47     |  |
| 9.               | «Mi calle y mi ranking» (con Voltio)       | Keko Musik       | 4:19     |  |
| 10.              | «Te voy a enseñar»                         | Alzule           | 3:42     |  |
| 11.              | «Yomo con Ñengo» (con Yomo)                | Yampi            | 4:14     |  |
| 12.              | «¿Cuánto te tardas?» (con Gotay)           | Alzule           | 4:07     |  |
| 13.              | «The Flight Man»                           | Yampi            | 3:22     |  |
| 14.              | «La doctora»                               | Keko Musik       | 3:19     |  |
| 15.              | «Cuando me dirá»                           | Yampi            | 2:29     |  |
| 16.              | «El sentimiento del miedo» (con Delirious) | Sinfónico y Onyx | 3:17     |  |
| 17.              | «Borra el miedo»                           | Sinfónico y Onyx | 3:28     |  |
| 1:01:42          |                                            |                  |          |  |

| Reedición |                                                     |                            |          |  |
| N.º       | Título                                              | Productor(es)              | Duración |  |
| 1.        | «Mano arriba»                                       | Keko Musik                 | 4:06     |  |
| 2.        | «Tu no me respondes»                                | Montana The Producer       | 3:22     |  |
| 3.        | «Sigue viajando (Remix)» (con Alexis y Zion)        | Y-O                        | 4:00     |  |
| 4.        | «Más cerca»                                         | Keko Musik                 | 3:45     |  |
| 5.        | «Traicionera»                                       | Sinfónico, Onyx y Jan Paul | 3:33     |  |
| 6.        | «Una misión (Remix)» (con J Álvarez)                | Keko Musik                 | 4:17     |  |
| 7.        | «Despertar el deseo»                                | Super Yei                  | 3:58     |  |
| 8.        | «Pa' eso nada más (Remix)» (con Gotay, Jory y Yomo) | Sinfónico y Onyx           | 3:52     |  |
| 9.        | «No quiero llegar a casa»                           | Yampi                      | 3:27     |  |
| 10.       | «Fuletazo de besos» (con Jenay)                     | Montana The Producer       | 3:18     |  |
| 11.       | «Haciéndote el amor»                                | Sinfónico y Onyx           | 3:01     |  |
| 12.       | «No dice na»                                        | Super Yei y Hi-Flow        | 4:47     |  |
| 13.       | «Mi plena»                                          | La Tribu y Onyx            | 3:58     |  |
| 49:29     |                                                     |                            |          |  |

Notas
- «Mi plena» no aparece dentro del formato físico de la reedición del álbum.[7]
- La remezcla de «Sigue viajando», originalmente era con Tony Dize.[8]

## Posicionamientos
| Listas (2012)                        | Mejor posición |
| ------------------------------------ | -------------- |
| Estados Unidos (Latin Rhythm Albums) | 7              |